# Transports en Dordogne
Les transports dans le département français de la Dordogne, s'ils sont relativement performants, s'inscrivent dans une logique davantage régionale que nationale. La Dordogne n'est située sur aucun axe majeur de transport : elle est ainsi l'un des rares départements métropolitains à ne pas être relié à Paris par le train — et le plus peuplé de ceux-ci — et a attendu 2001 pour être desservi par sa première autoroute.

## Transport routier

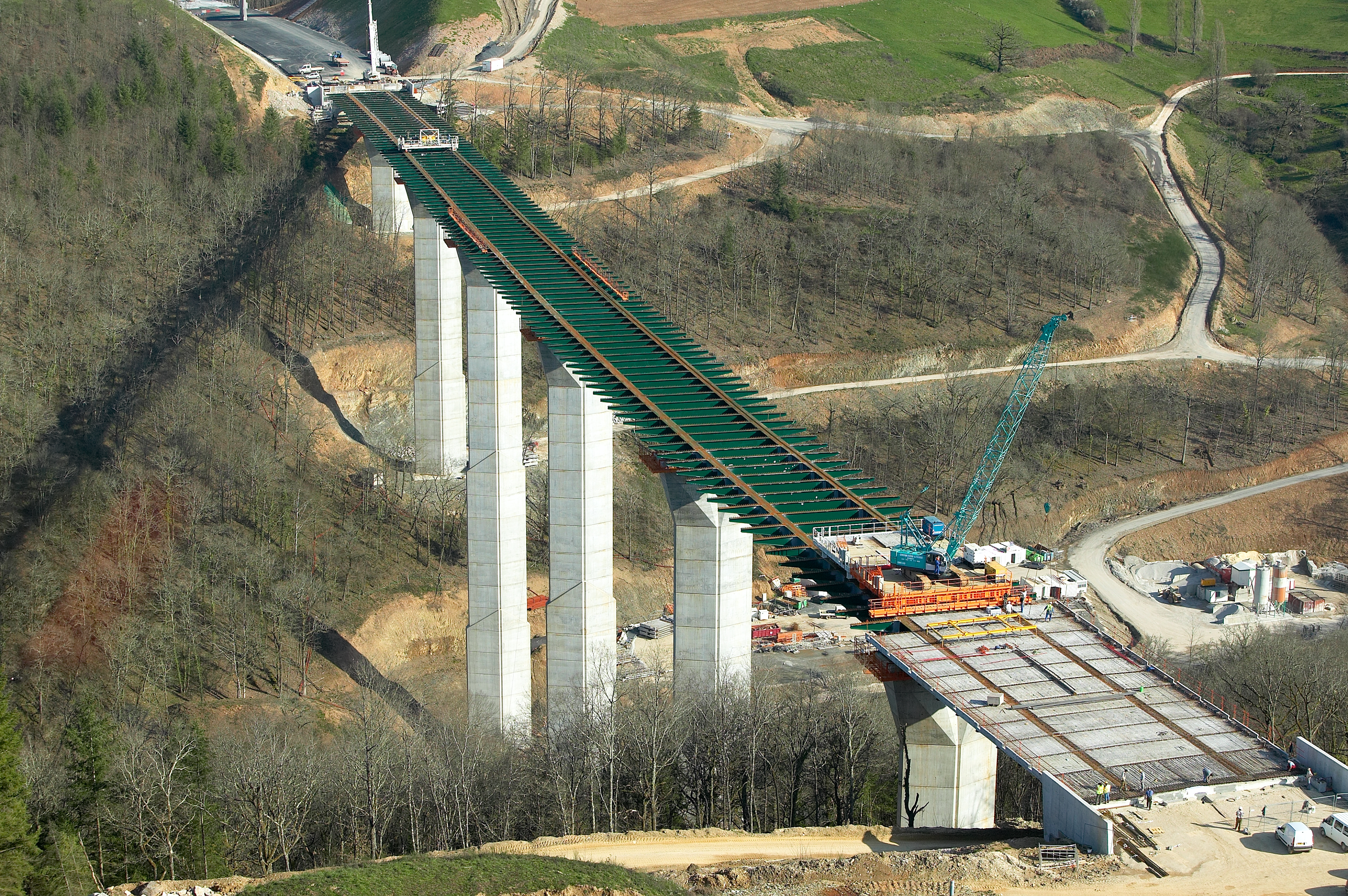
Travaux de construction du viaduc de l'Elle de l'autoroute A89, en 2007 près de Terrasson-Lavilledieu.

### Infrastructures routières
Le principal axe routier de la Dordogne est l'autoroute A89, voie de circulation interrégionale qui relie Bordeaux à Lyon et dessert notamment la préfecture Périgueux ; le trafic de la seule autoroute du département reste toutefois modeste, avec 12 000 à 17 000 véhicules/jour selon les tronçons.
Cette autoroute croise à Périgueux la route nationale 21, qui relie notamment la capitale du Périgord blanc à Limoges au nord, Bergerac et Agen au sud.
Si les autres routes nationales de la Dordogne ont toutes été déclassées, certaines anciennes routes nationales conservent toutefois une grande importance régionale : la route départementale 936 (ex-RN 136), qui relie Bordeaux à Bergerac, et la route départementale 939 (ex-RN 139), qui relie Angoulême à Périgueux, en sont deux exemples.

### Transport collectif de voyageurs
La Dordogne est desservie par le réseau des cars régionaux Nouvelle-Aquitaine, qui compte une quinzaine de lignes régulières dans le département, dont certaines ne fonctionnent que l'été pour la desserte des sites touristiques.

## Transport ferroviaire

### Historique

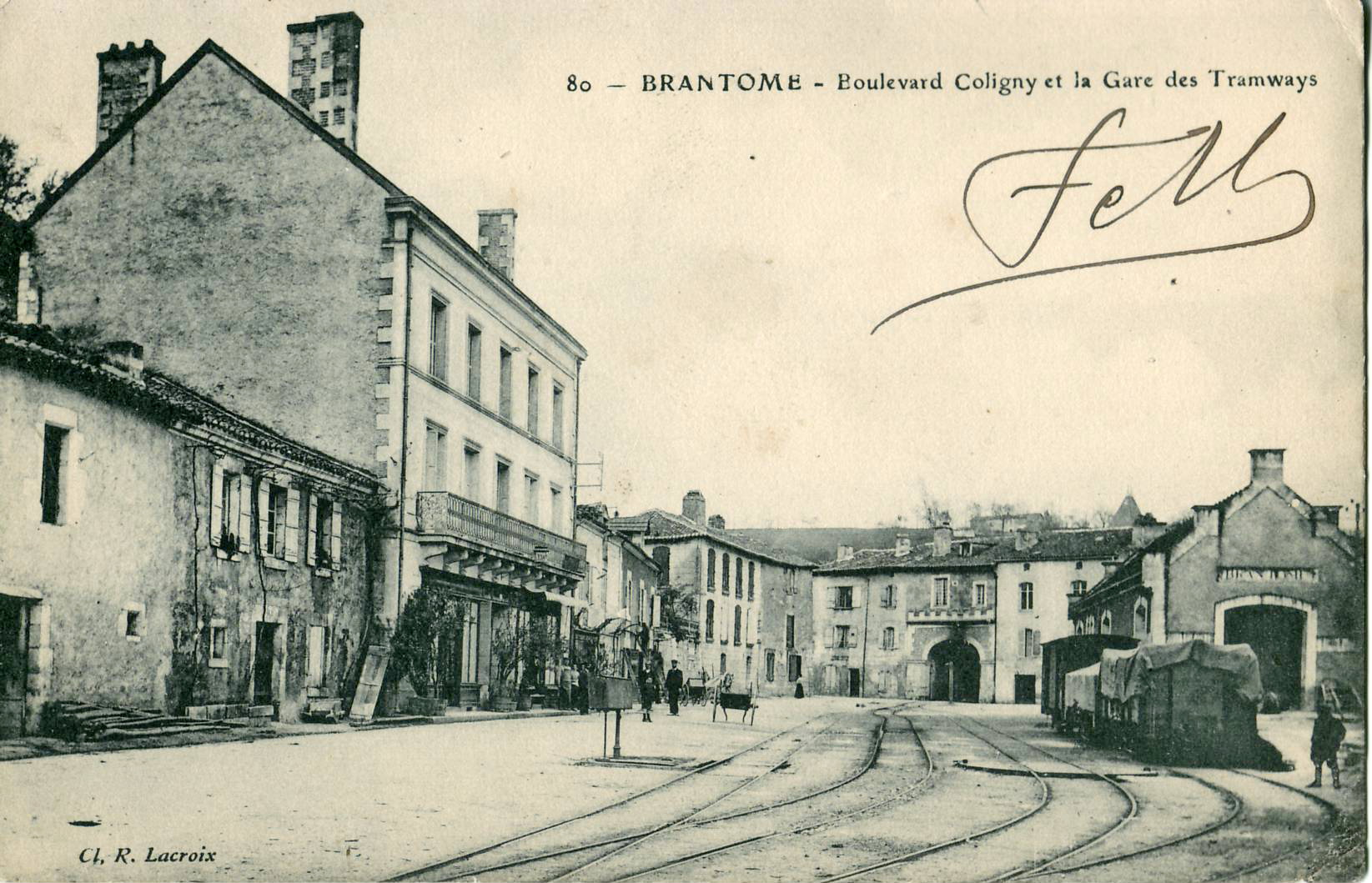
La gare de Brantôme des Chemins de fer du Périgord dans les années 1910.

La première ligne de chemin de fer a ouvert dans le département en 1857, entre Coutras et Périgueux ; elle est prolongée trois ans plus tard vers Brive-la-Gaillarde. Le réseau d’intérêt général du département a été développé par la Compagnie du chemin de fer de Paris à Orléans. À la fin du XIXe siècle, le chemin de fer d’intérêt général atteignait la plupart des villes et bourgs du département, dont Bergerac, Le Bugue, Excideuil, Eymet, Lalinde, Le Lardin, Montignac, Montpon-Ménestérol, Mussidan, Neuvic, Nontron, Périgueux, Ribérac, Saint-Astier, Saint-Cyprien, Sarlat, Siorac-en-Périgord, Terrasson-Lavilledieu, Thenon, Thiviers et Vélines.
La Dordogne a également été desservie à partir de 1888-1892 par un réseau de chemins de fer d’intérêt local, exploité par la Société des chemins de fer du Périgord (CFP) et qui reliait Périgueux à Brantôme et Saint-Pardoux-la-Rivière, à Excideuil, Payzac et Saint-Yrieix-la-Perche, et à Vergt. Un second réseau, les Tramways de la Dordogne (TD), prolonge à partir de 1911-1912 les lignes des CFP vers Saint-Mathieu et Bergerac et ouvre deux lignes de Saint-Yrieux à Thiviers et de Sarlat à Villefranche-du-Périgord. Ces réseaux, qui fusionnèrent en 1921, ont fermé partiellement en 1934 et totalement en 1949.
De nombreuses lignes ferroviaires d'intérêt général ferment également au trafic voyageurs dès les années 1930 et au trafic marchandises dans l'après-guerre. En revanche, les lignes qui étaient encore ouvertes aux voyageurs après la Seconde Guerre mondiale le sont restées jusqu'à aujourd'hui, à l'exception du  tronçon de ligne de Sarlat à Cazoulès fermé en 1980.
|                                             |
| Le réseau ferroviaire à son apogée en 1929. |

|                                     |
| Le réseau ferroviaire de nos jours. |

|                                                    |
| Carte animée de l’évolution du réseau ferroviaire. |

### Situation actuelle

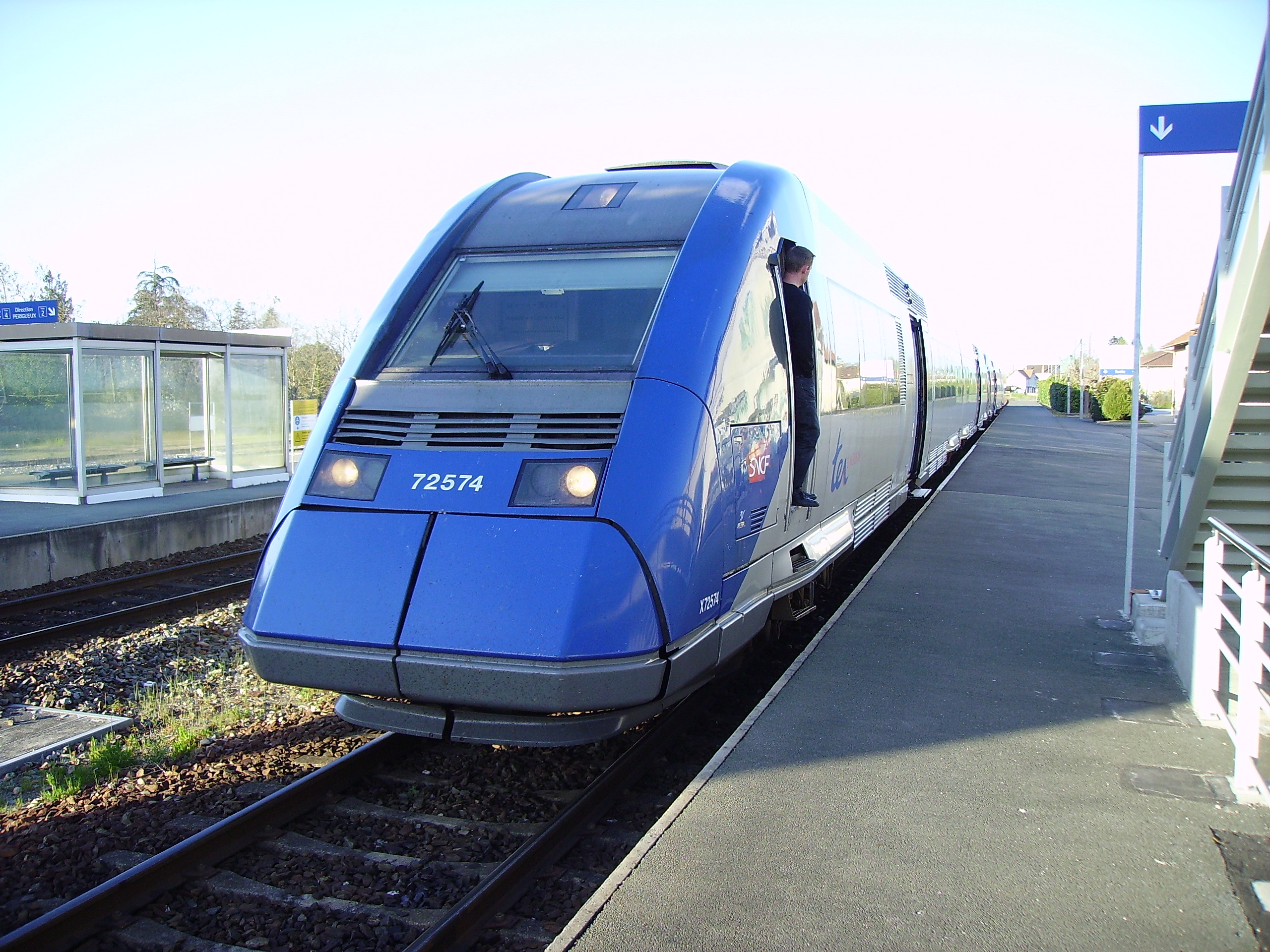
Un autorail X 72500 en gare de Mussidan.

La principale gare de voyageurs est la gare de Périgueux, avec 838 000 voyageurs en 2019 ; les gares de Mussidan, Bergerac, Montpon-Ménestérol, Saint-Astier et Thiviers ont une fréquentation annuelle entre 100 000 et 200 000 voyageurs en 2019.
Les principales lignes de chemin de fer du département sont la ligne de Coutras à Tulle jusqu'à Périgueux et la ligne de Limoges-Bénédictins à Périgueux, qui forment ensemble une liaison de Bordeaux à Limoges. A l'exception de la première, toutes les lignes ferroviaires du département sont à voie unique, et aucune n'est électrifiée. 
La Dordogne est l'un des rares départements métropolitains à n'être desservi par aucun train de grandes lignes : seuls des TER Nouvelle-Aquitaine et quelques trains de fret parcourent les lignes du département. Aucune liaison ferroviaire n'existe entre les deux principales agglomérations du département, Périgueux et Bergerac. 
Depuis 2022, la navette ferroviaire de Périgueux, organisée par Le Grand Périgueux, assure une desserte cadencée à la demi-heure en pointe et à l'heure le reste du temps du périurbain de Périgueux, soit un niveau de service inédit en France pour une agglomération de cette taille.

## Transport aérien

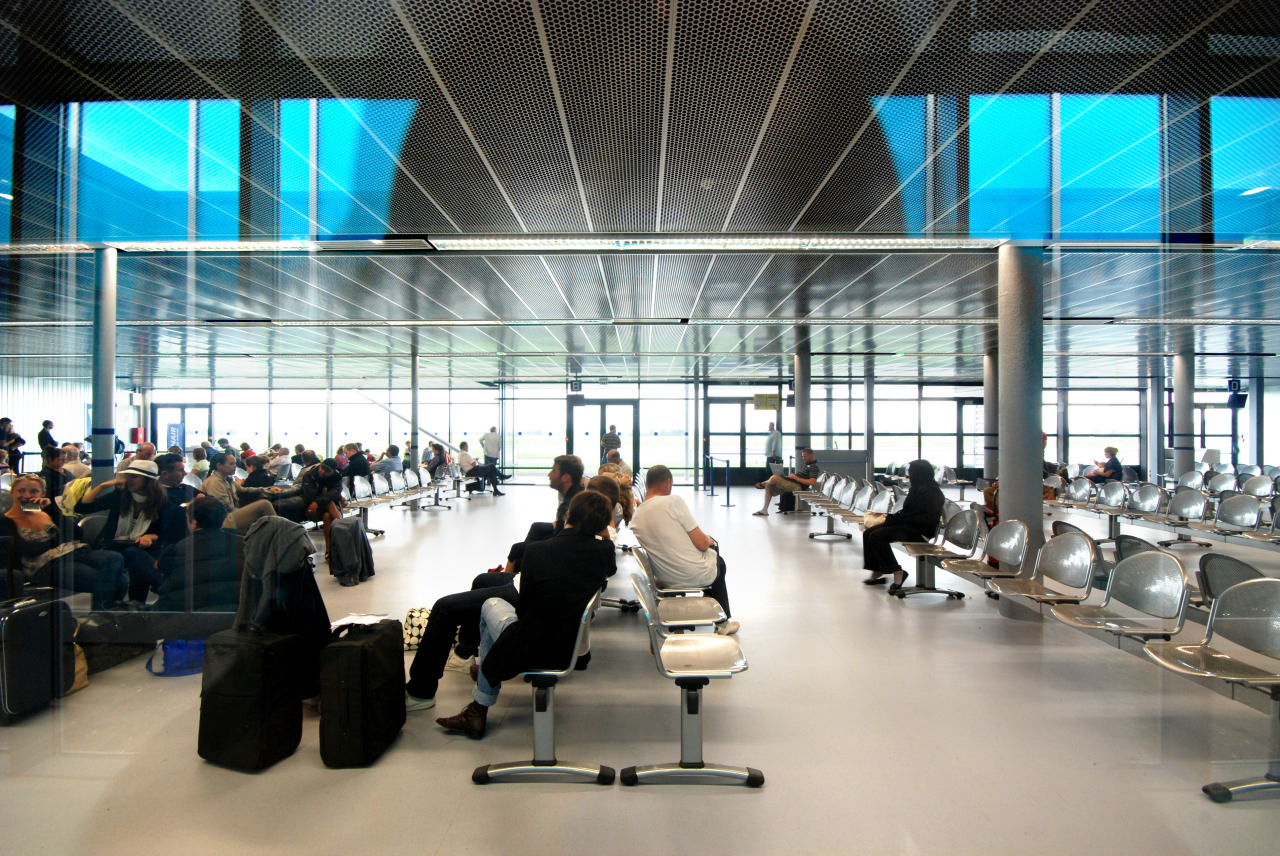
Intérieur de l'aérogare de l'aéroport de Bergerac-Dordogne-Périgord.

Le principal aéroport de la Dordogne est l'aéroport de Bergerac-Dordogne-Périgord, qui est relié par des vols réguliers à une quinzaine de destinations européennes en saison, dont beaucoup au Royaume-Uni. Cet aéroport a accueilli 285 000 passagers en 2019. L'aéroport Périgueux-Bassillac, en revanche, n'est plus desservi par des vols réguliers, mais conserve une activité de vols sanitaires et d'affaires.
Les aérodromes de Belvès - Saint-Pardoux, Ribérac - Tourette, Sainte-Foy-la-Grande et Sarlat - Domme sont quant à eux destinés à l'aviation légère de loisirs et de tourisme.

## Transports en commun urbains et périurbains
Le Grand Périgueux, la Communauté d'agglomération bergeracoise et la commune de Sarlat-la-Canéda sont autorités organisatrices de la mobilité sur leur territoire et organisent des services de transport dans leur ressort territorial. 
Le réseau Péribus (Périgueux) compte une trentaine de lignes régulières d'autobus, couvrant la plupart des communes de son ressort territorial, alors que le réseau TUB (Bergerac) ne comporte que deux lignes régulières quotidiennes. Les deux réseaux proposent par ailleurs du transport à la demande et du transport de personnes à mobilité réduite. Le réseau Sarlat Bus compte deux lignes régulières dans la commune.

## Modes actifs
Le département est traversé par plusieurs voies vertes, véloroutes et sentiers de grande randonnée.